# Washington Benavides
Pour les articles homonymes, voir Benavides et Aliano (homonymie).

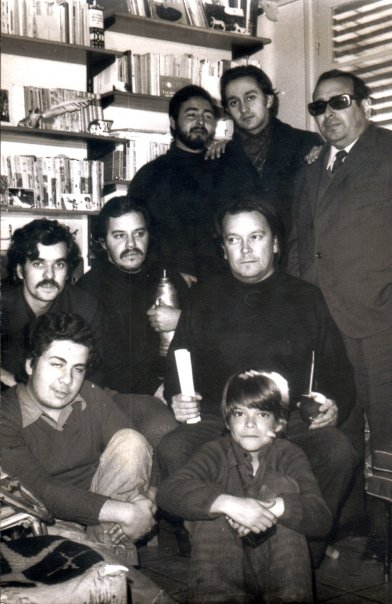
Washington Benavides (rangée du centre, à droite) avec les membres du Groupe de Tacuarembó.

Washington Benavides, né à Tacuarembó le 3 mars 1930 et mort le 24 septembre 2017 à Montevideo[réf. nécessaire], est un poète et musicien uruguayen.

## Biographie
Né à Tacuarembó en Uruguay. Il a enseigné la littérature à la Faculté des Sciences Humaines de l'université de la République de Montevideo.
Washington Benavides a fait partie du Groupe de Tacuarembó avec les écrivains Eduardo Larbanois (es), Eduardo Darnauchans (es), Héctor Numa Moraes (es) et son neveu Carlos Benavídez.
Il a publié son dernier ouvrage en 2013, Tanta vida en cuatro versos. Un cancionero.
Ses poèmes ont été chantés par Daniel Viglietti, Eduardo Darnauchans (es) et Alfredo Zitarrosa,.

## Œuvres
- Tata Vizcacha (1955)
- El poeta (1959)
- Poesía (1963)
- Las milongas (1965)
- Los sueños de la razón: 1962-1965 (1967)
- Poemas de la ciega (1968)
- Historias (1970)
- Hokusai (1975)
- Fontefrida (1978)
- Murciélagos (1981)
- Finisterre: sextinas, canciones y prospectos (1977-1984) (1985)
- Fotos (1986)
- Tía Cloniche (1990)
- Lección de exorcista (1991
- El molino del agua (Prix national, 1993)
- La luna negra y el profesor (1994)
- Los restos del mamut (Ediciones de la Banda Oriental. 1995)
- Canciones de Doña Venus: (1964 - 1972) (1998)
- El mirlo y la misa (2000)
- Los pies clavados (2000)
- Biografía de Caín (2001)
- Un viejo trovador (2004)
- Diarios del Iporá (2006)
- Amarili y otros poemas, de Pedro Agudo (2007)
- Tanta vida en cuatro versos. Un cancionero (2013)

## Discographie
- Benavides y Benavides (avec Washington Benavides. Sondor 44317. 1983)
- Un viejo trovador (Ayuí / Tacuabé ae262cd. 2003)
- De la pluma a la cuerda (avec Washington Benavides. Brújula digital. 2007)